# Crnobuki
Crnobuki (maced. Црнобуки) – wieś w południowej Macedonii Północnej, w pobliżu drugiego co do wielkości miasta tego kraju – Bitoli. Osada wchodzi w skład gminy Bitola.
Według stanu na 2002 rok wieś liczyła 406 mieszkańców.

## Sport
Lokalny klub piłkarski FK Crno Buki ZL gra w Macedońskiej Trzeciej Lidze Piłkarskiej.